# Erkenek
Erkenek (alternatywnie: Erkecel, Erkecey, Ernek, İrkenek, İrkeyel) – postać fikcyjna. Bohater tureckiego folkloru, występuje w wielu baśniach i podaniach ludowych. 
Odznacza się niewielkim wzrostem, jest nie większy niż kciuk. Jego wzrost oraz przygody przypominają postać Tomcia Palucha z folkloru Wysp Brytyjskich. 